# Guerra de sucesión de Flandes y Henao

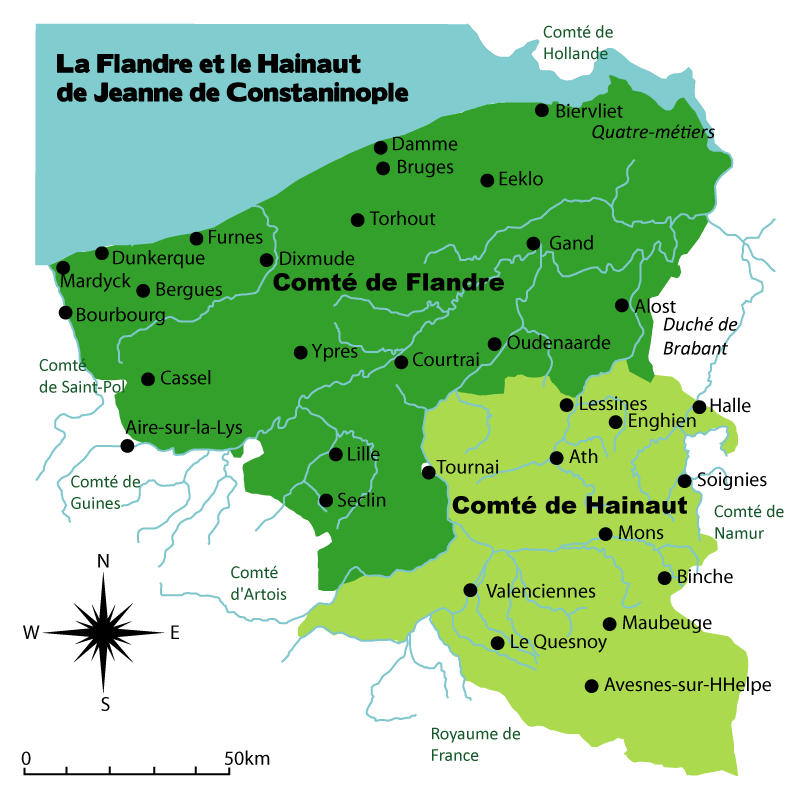
Mapa de los condados de Flandes y Henao.

La guerra de la sucesión flamenca fue una serie de conflictos feudales a mediados del siglo XIII entre los hijos de Margarita II, condesa de Flandes. Afectaban a la sucesión al título de conde en dos condados, uno el feudo del rey de Francia (Flandes) y otro del rey de Alemania (Henao).

## Orígenes
Cuando Balduino IX, conde de Flandes y Henao, partió para la cuarta cruzada en 1202, dejó sus posesiones occidentales bajo su hija mayor Juana. Juana heredó los condados a la muerte de Balduino y, pese a de dos matrimonios, murió sin herederos en 1244. Fue sucedida por su hermana más joven, Margarita.
El primer matrimonio de Margarita, con Bouchard de Avesnes, fue anulado en 1221 por órdenes de Juana y excomunión de Bouchard. Con Bouchard, no obstante, Margarita ya había tenido tres hijos, incluyendo a Juan I de Avesnes. Sin embargo, se casó nuevamente en 1223. Con su segundo marido, Guillermo II de Dampierre (d.1231), tuvo también tres hijos, entre los que se encontraban Guillermo III y Guido de Flandes.
La división disputada a los derechos a la herencia de Margarita entre los hijos de Avesnes y los de Dampierre fue la causa de los conflictos conocidos como «guerra de la sucesión de Flandes y Henao».

## Primer conflicto
El primer conflicto sobre la sucesión de Margarita se inició en 1244. Juan I de Avesnes y Guillermo de Dampierre, medio hermanos, lucharon entre ellos hasta que Luis IX intervino en 1246. Luis entregó Henao (técnicamente no podía hacerlo) a Juan I de Avesnes y Flandes (de hecho su vasallo) a Guillermo de Dampierre. Margarita, a la luz de este juicio, entregó el gobierno de Flandes a Guillermo de Dampierre en 1247. No obstante, no renunció a su gobierno sobre Henao en Juan I de Avesnes.
En 1251, Guillermo III de Dampierre muere, presumiblemente asesinado por los Avesnes y Flandes pasa a su hermano Guido.

## Segundo conflicto
En 1248, Luis partió hacia la séptima cruzada y permaneció en el extranjero seis años. Juan I de Avesnes comprendió rápidamente que su madre no pretendía entregarle el gobierno de Henao como había hecho con Flandes y sus otros hijos. Juan I de Avesnes se rebeló contra su madre y atacó a Guido, que acababa de convertirse en conde de Flandes.
Juan I de Avesnes persuadió el al rey de romanos Guillermo de Holanda para tomar territorio de Henao y Flandes para el imperio. La lucha continuó hasta la Batalla de West-Capelle el 4 de julio de 1253, cuándo Juan I de Avesnes obtuvo una victoria brillante sobre los Dampierre y  forzó a Guido y a su madre a respetar la división de Luis y concederle Henao.

## Tercer conflicto
Margarita no aceptó la derrota. En cambio, entregó Henao a Carlos de Anjou, el hermano del rey Luis, que recientemente había regresado de la cruzada. Carlos se unió a la causa y se enfrentó a Juan I de Avesnes, pero no pudo para tomar Valenciennes y estuvo a punto de morir en una escaramuza. Cuando Luis regresó en 1254,  reafirmó su arbitraje y ordenó su hermano abandonar el conflicto. Carlos regresó a Provenza. Con este segundo arbitraje del rey santo, se cerró el conflicto Juan I de Avesnes se aseguró Henao.
- Datos: Q945071